# فلش (جی گریک)
جی گریک یا فلش (عصر طلایی) یک ابرقهرمان ادبیات داستانی است که توسط دی‌سی کامیکس منتشر شده‌است، او اولین ابرقهرمان خلق فلش است که در سال ۱۹۴۰ معرفی شده‌است.
یک دانشجو در سال ۱۹۳۸ بود. در آزمایشگاه بر اثر استنشاق بخار آب سنگین به خواب می‌رود و هنگام بیدار شدن متوجه می‌شود که می‌تواند با سرعت زیاد بدود و به سرعت عکس‌العمل نشان دهد. او پس از یک دوره کوتاه در تیم فوتبال بودن، تصمیم گرفت به جنگ با جنایات برود. به همین دلیل لباسی قرمز با نقش صاعقه و یک کلاه فلزی پوشید و با چنین ظاهری کارش را ادامه داد. او بدون استفاده از هر گونه ماسکی خودش ناشناس می‌کرده‌است. هنگام عکس برداری‌ها و در جمع‌های عمومی با لرزش سریع صورت خود، باعث می‌شد که تمام عکس‌هایی که از او گرفته می‌شود، تار بیفتد.
جی گریک برای سال ها به عنوان فلش دنیای اصلی باقی ماند، اما در اواخر دههی پنجاه، با بازآفرینی برخی شخصیت ها از جمله فلش، بری آلن جای او را گرفت. البته او بعدها در داستان (Flash of Two Worlds (1961، به عنوان فلش زمین ۲، به دنیای دی سی بازمی‌گردد و با بری آلن ملاقات می‌کند. جی گریکیکی از بنیان‌گذاران و اعضای اصلی انجمن عدالت آمریکا (JSA) نیز هست.
پس از رویداد بحران در زمین های بی‌نهایت، با نابود شدن دنیاهای موازی، جی گریک وارد زمین اصلی می‌شود و تا سال‌ها به عنوان شخصیتی مکمل در کمیک های فلش و شخصیتی اصلی در کمیک‌های انجمن عدالت آمریکا حضور می یابد.
پس از ریبوت نیو ۵۲، نسخهی دیگری جایگزین او شد که به موفقیت چندانی دست نیافت؛ اما پس از تولدی دوباره، با آغاز کراس اور دکمه (The Button) معلوم شد که جی گریک اصلی هنوز نمرده و صرفاً در اسپیدفورس زندانی شده‌است.
در سریال فلش(2014) شاهد بودیم او بعنوان فلش زمین ۳ معرفی شد وبارها به فلش (بری آلن) در زمینه‌های مختلف یاری رسانده‌است.

## در جهان های دیگر

### نیو ۵۲: زمین ۲
پس از راه اندازی مجدد دنیای کمیک دی سی در سال ۲۰۱۱، نسخه جدیدی از جی گاریک در اولین شماره کتاب کمیک زمین -دو معرفی شد. این نسخه از گاریک که به عنوان یک جوان ۲۱ ساله اخیراً فارغ التحصیل کالج به تصویر کشیده شده است، توسط دوست دخترش جوآن طرد شده است و از نظر آینده شغلی بسیار کمی دارد. این شخصیت سرعت فوق العاده خود را از مرکوری دریافت می کند، خدای رومی در حال مرگ که شجاعت را در گاریک می بیند و همچنین آخرین خدایی است که در پی جنگ با آپوکولیپس سقوط می کند.. مرکوری ادعا می کند که او در ۱۰ سال گذشته توسط تهدیدی بزرگتر از آپوکولیپس بازداشت شده است. گاریک از هلیکوپتر ارتش جهانی فرار می کند که رویداد را می بیند زیرا مرکوری می میرد و به گاریک می گوید بدود. او یک زن و شوهر را از دست آپوکورات ها نجات می دهد و می گوید که این کار را در "فلش" انجام خواهد داد. بعداً گاریک به لهستان می رسد و با هاوکگرل ملاقات می کند . او در کنار هاوکگرل و آلن اسکات کار می کند، او در شکست دادن سولومون گراندی کمک می کند و اولین حضور عمومی خود را به عنوان فلش انجام می دهد.
جی گاریک از زمین دو یکی از فلش های مختلفی است که در زمین صفر ظاهر می شود تا به مبارزه با ایوبارد ثاون و لژیون زووم او کمک کند.

## زادگاه فلش (فلش کامیکس#۱ سال ۱۹۴۰)
در اواخر دههی ۳۰، یک حادثهی آزمایشگاهی سبب می شود تا دانشجویی به نام جی گریک در معرض بخار آب سنگین قرار بگیرد و با تنفس آن به مدت دو هفته به کما برود. جی گریک پس از به هوش آمدن متوجه می‌شود که می‌تواند با سرعت فوق العادهای بدود و حتی فکر کند. سپس تصمیم می گیرد تا از توانایی‌هایش برای مبارزه با گانگسترها و انسان های خبیث استفاده کند و هویت مخفی فلش را برای خود برمیگزیند. در ادامهی داستان، روزی جوآن ویلیامز (معشوقهی جی گریک و بعدها همسرش) برای پیدا کردن پدرش یعنی سرگرد ویلیامز که ربوده شده بود، از جیدرخواست کمک می کند. این آدم‌ربایی توسط یک گروه جاسوسی به نام چهار بی‌نقص (Faultless Four) صورت گرفته بود و هدف اصلی آن ها بمباران اتمی شهر بود. در پایان، جی موفق می‌شود تا سرگرد ویلیامز را نجات دهد و از اجرا شدن نقشهی آنها جلوگیری کند.
اما فراموش نکنیم که اهمیت این کمیک تنها به معرفی فلشِ عصر طلایی خلاصه نمی‌شود. داستان فرعی‌ای که ضمیمهی این کمیک مهم شده بود، دو تن از مهم‌ترین ابرقهرمانان دی سی، یعنی هاوک من و جانی تاندر را نیز برای نخستین بار به خواننده معرفی کرد.
جی گریک تا سال‌ها فلشِ اصلی دنیای دی سی باقی ماند. اما پس از ریبوت داستان‌های فلش و آمدنِ بری آلن، برای مدتی غایب بود. تا این که انتشارات دی سی برای بازگرداندن او و برخی دیگر از ابرقهرمانان دورهٔ طلایی از ایدهٔ مالتی ورس (جهان‌های موازی) استفاده کرد و جی گریک را فلشِ زمین دوم نامید.

## جامعه حقوقی آمریکا
فلش به زودی یکی از شناخته شده‌ترین ابرقهرمانان عصر طلایی شد. او یکی از اعضای بنیاد جامعه عدالت و توسعه آمریکا بود و اولین رئیس آن بود. او در ابتدا در شهر نیویورک مستقر بود، اما بعداً دوباره به شهر خیالی فیلیپس بازگشت. او پس از شماره 6 JSA را ترک کرد، اما چند سال بعد (شماره ۲۴، بهار ۱۹۴۵) بازگشت. او در دهه ۱۹۴۰ یک حرفه برجسته به عنوان یک جنگجوی جنایتکار داشت.
تاریخ اولیه گریک عمدتاً موضوع مجاهدین بود. داستان توضیح داد که بازنشستگی اعضای JSA، از جمله فلش، توضیح داد که در سال ۱۹۵۱، JSA توسط کمیته فعالیت‌های کمسیون آمریکایی خانه برای اختلافات کمونیستی مورد بررسی قرار گرفت و هویت خود را فاش کرد. این بعداً معلوم شد که تا حدودی توسط Per Degaton ایجاد می‌شود. JSA کاهش یافته‌است، و گاریک، که اخیراً با دوست دخترش ازدواج کرده، از زندگی ابرقهرمان بازنشسته شد. او به عنوان یک دانشمند آموزش دیده، چندین دهه آزمایشگاهی را اداره کرد.
اسکادران تمام ستارگان سالانه اعلام می‌کند که JSA با یک شخص به نام ایان کاراکول مبارزه می‌کند که انرژی آنها را تحمل می‌کند و باعث می‌شود که پیری آنها را کاهش دهد و اجازه می‌دهد تا گاریک و بسیاری دیگر و همچنین دوست دختر و پسرشان در اواخر قرن بیستم باقی بمانند بدون ضعف سری1990 Starman یادآور می‌شود که سایه گاریک را از دهه ۱۹۵۰ بازنشسته کرد، اما جزئیات فعالیت‌های او در این زمان در بهترین حالت ناپایدار است.

## زمین دو
گریک در سال ۱۹۶۱ بازنشسته شد تا بری آلن از یک دنیای موازی به فلش نقره ای برسد. بقیه JSA به زودی به فلش پیوستند، هرچند فعالیت‌هایشان در دهه ۱۹۶۰(به غیر از جلسه سالانه خود) با لیگ عدالت آمریکا هیچ ثبت نشده بود، هرچند روشن است که گریک و فانوس سبز (آلن اسکات) دوستان خوبی بودند. همچنین تأسیس شده‌است که گریک تبدیل به یک دانشمند محترم در زمین خود شده‌است.
گریک یکی از اعضای کلیدی ماجراهای 1970s JSAبود (همان‌طور که در Comics All Star Comics و Comics Comedies اشاره شد). گریک همچنین به راه اندازی کارهای شرکت Infinity کمک کرد. پس از بحران در زمین‌های بی‌نهایت، تمام دنیاهای موازی به یک ادغام می‌شوند و شهردوقلو Keystone به شهر مرکزی آلن تبدیل می‌شود که دو رودخانه از هم جدا شده‌اند. یک داستان به روز شده نشان می‌دهد که Keystone در این پیوستگی جدید غیرممکن به نظر می‌رسد و از خاطرات جهان به مدت چندین سال از طریق اقدامات چند سرپرست خانوار پاک می‌شود.